# Брежани (Карловаць)
45°28′ пн. ш. 15°41′ сх. д. / 45.46° пн. ш. 15.69° сх. д.
Брежани (хорв. Brežani) — населений пункт у Хорватії, у Карловацькій жупанії у складі міста Карловаць.

## Населення
Населення за даними перепису 2011 року становило 129 осіб.
Динаміка чисельності населення поселення: